# ラフクエスト
ラフクエスト (Rough Quest) はイギリスで生産、アイルランドおよびイギリスで調教された競走馬。1996年のグランドナショナルに優勝した。

## 戦績
デビューしたのはアイルランドで1991年1月に行われたナショナルハントフラットレース。2戦したあとにイギリスに移った。ここでノービスチェイスを連勝して1992年のG1サンアライアンスチェイスに出走したが、ミネホーマの4着に敗れる。その後の数年は善戦するものの勝ちきれないレースが続いたが、1995年3月のナショナルハントチェイスで優勝すると続くG2競走でもトップハンデで優勝する。
そして1995/1996シーズンはヘネシーコニャックゴールドカップを2着、G3レーシングポストチェイスで優勝するなど大レースで活躍し、チェルトナムゴールドカップに向かう。ここでは10頭立ての5番人気という評価だったが、道中他馬の落馬の不利を受けながらも後方から脚を伸ばし、優勝したインペリアルコールから4馬身差の2着に健闘した。
その2週間後にラフクエストはグランドナショナルに出走した。ハンデは10ストーン7ポンド（約66.7キログラム）となり、単勝8倍の1番人気に推された。レースでは中段の外を追走し、2周目の後半からじょじょに進出、そして最後の直線で先頭に立っていたアンコールアンプーをかわして優勝した。勝ちタイムは9分0秒8。出走馬27頭中17頭が完走した。1番人気の優勝は1982年のグリッター以来14年ぶりのことだった。
翌1996/1997シーズンは12月のキングジョージ6世チェイスで2着となったあとに故障により残りのシーズンを休養し、1997/1998シーズンはチェルトナムゴールドカップで転倒、グランドナショナルも11ストーン4ポンド（約71.7キログラム）で出走したが完走することはできなかった。1999年はグランドナショナルに出走せずに同じコースを使用するフォックスハンターチェイスに出走して転倒により競走中止。これを最後に引退した。

### おもな勝ち鞍
- ナショナルハントハンデキャップチェイス（1995年）
- キャッスルマーチンハンデキャップチェイス (G2) （1995年）
- レーシングポストチェイス (G3) （1996年）
- グランドナショナル (G3) （1996年）

## 血統表
| ラフクエストの血統（ブランドフォード系 / アウトブリード） | ラフクエストの血統（ブランドフォード系 / アウトブリード） | ラフクエストの血統（ブランドフォード系 / アウトブリード） | （血統表の出典）  | （血統表の出典） |
| 父 Crash Course 1971 鹿毛                                 | 父の父Busted 1963 鹿毛                                    | Crepello                                                  | Donatello II      | Donatello II     |
| 父 Crash Course 1971 鹿毛                                 | 父の父Busted 1963 鹿毛                                    | Crepello                                                  | Crepuscule        |                  |
| 父 Crash Course 1971 鹿毛                                 | 父の父Busted 1963 鹿毛                                    | Sans Le Sou                                               | *Vimy             | *Vimy            |
| 父 Crash Course 1971 鹿毛                                 | 父の父Busted 1963 鹿毛                                    | Sans Le Sou                                               | Martial Loan      |                  |
| 父 Crash Course 1971 鹿毛                                 | 父の母Lucky Stream 1956 鹿毛                              | Persian Gulf                                              | Bahram            | Bahram           |
| 父 Crash Course 1971 鹿毛                                 | 父の母Lucky Stream 1956 鹿毛                              | Persian Gulf                                              | Double Life       |                  |
| 父 Crash Course 1971 鹿毛                                 | 父の母Lucky Stream 1956 鹿毛                              | Kypris                                                    | Victrix           | Victrix          |
| 父 Crash Course 1971 鹿毛                                 | 父の母Lucky Stream 1956 鹿毛                              | Kypris                                                    | Phinoola          |                  |
| 母 Our Quest 1980                                         | 母の父Private Walk 1967                                   | Pall Mall                                                 | Palestine         | Palestine        |
| 母 Our Quest 1980                                         | 母の父Private Walk 1967                                   | Pall Mall                                                 | Malapert          |                  |
| 母 Our Quest 1980                                         | 母の父Private Walk 1967                                   | La Brigantine                                             | Astrophel         | Astrophel        |
| 母 Our Quest 1980                                         | 母の父Private Walk 1967                                   | La Brigantine                                             | Diaconesse        |                  |
| 母 Our Quest 1980                                         | 母の母Corda 1972                                          | Current Coin                                              | Hook Money        | Hook Money       |
| 母 Our Quest 1980                                         | 母の母Corda 1972                                          | Current Coin                                              | Frances           |                  |
| 母 Our Quest 1980                                         | 母の母Corda 1972                                          | Lama                                                      | Arctic Storm      | Arctic Storm     |
| 母 Our Quest 1980                                         | 母の母Corda 1972                                          | Lama                                                      | Goggles F-No.11-a |                  |